# Општина Исток
Општина Исток је општина у Републици Србији, у АП Косово и Метохија, која припада Пећком управном округу. Површина општине је 453,84 km².
На истоку се граничи са Општином Србица, на југу са Општином Клина, на југозападу и западу са Општином Пећ. На северу је Црна Гора и Општина Тутин. На североистоку је Општина Зубин Поток. 
Површина обрадивог пољопривредног земљишта у Општини Исток је 45.384 хектара, од тога 52,8% у приватној својини. Шуме покривају 19.220 хектара (34,97% у приватној својини). 
Српска Општина Исток је измештена у Осојане, прво повратничко село у Метохији.

## Насеља
| - Бања - Бањица - Бегов Лукавац - Белица - Бело Поље - Добруша - Доњи Исток - Драгољевац - Дрење - Дубрава - Ђураковац | - Жаково - Жач - Исток - Каличане - Кашица - Кош - Ковраге - Крњина - Лугово - Љубово - Љубожда | - Мало Дубово - Мојстир - Мужевине - Нови Верић - Орно Брдо - Осојане - Пољане - Томанце - Црколез - Црнце - Црни Луг |